# 松山神社 (松山市)

神紋（丸に三つ葉葵）

松山神社（まつやまじんじゃ）は、愛媛県松山市にある神社。

## 祭神
- 徳川家康公（東照大権現）
- 菅原道真公（天満大自在天神）

相殿
- 大己貴命
- 少彦名命

## 由緒
- 元和4年（1618年）、松山藩主加藤嘉明が、湯月八幡宮（伊佐爾波神社）の境内に社を建て、徳川家康を祀った。
- 明和2年（1765年）3月、8代藩主松平定静は、湯月八幡宮の社を、天台宗常信寺（現在地）に移した。
- 明和4年（1767年）、定静は、徳川家康の150回神忌法要を行うため、東照宮造営を命じた。
- 明和5年（1768年）、仮宮が完成し、定静臨席のもと、家康150回神忌の法要が執り行われた。また、常信寺の塔頭のひとつである広厳院が別当寺となった。
- 文化12年（1815年）、 11代藩主松平定通（御用掛代拝）のもと、家康神忌200年大祭。常信寺へ家康神像を勧請した。
- 元治2年（1865年）、 13代藩主松平勝成臨席のもと、家康神忌250年大祭。社殿を再造営した（現存の社殿）。
- 明治元年（1868年）、神仏分離令により、常信寺より分離した。この頃、広厳院も廃絶する。また、東照宮は久松松平家の所有となる。
- 明治中期、久松家より、祝谷村の鎮守にするようにと、村へ譲渡された。
- 明治43年（1910年）12月、祝谷の御幸寺山麓より祝谷天満宮を合祀、松山神社と改称した。

祝谷天満宮は、菅原道真が、延喜元年（901年）、左遷の途中に祝谷の山崎の丘に立ち寄った際に、里人に文を教えたとされたことにより、太宰府天満宮から道真の心霊を勧請し造営。天満宮の別当寺は真言宗円盛寺であった。
- 昭和3年（1928年）、社殿の屋根の葺替が行われ、これまで檜皮葺であったものが、銅板と瓦に葺き替えられた。
- 平成14年（2002年）、社殿の屋根が修復された。
- 平成16年（2004年）、本殿、石の間、拝殿、唐門、透塀、御供所、裏門の6棟が、松山市指定の史跡となる。
- 平成22年（2010年）、大人神輿が43年ぶりに修復された。
- 令和3年（2021年）、社殿が愛媛県有形文化財に指定[1]。

## 秋祭り
毎年10月5日に宵宮が行われる。夜、大人神輿が町内の御旅所より、神社本殿に宮入りする。
10月6日に例大祭が行われる。
10月7日朝には、子供による奴踊りがあり、続いて大人・子供神輿の宮出しがある。

## 神輿
2010年に修復され復活した大人神輿である。

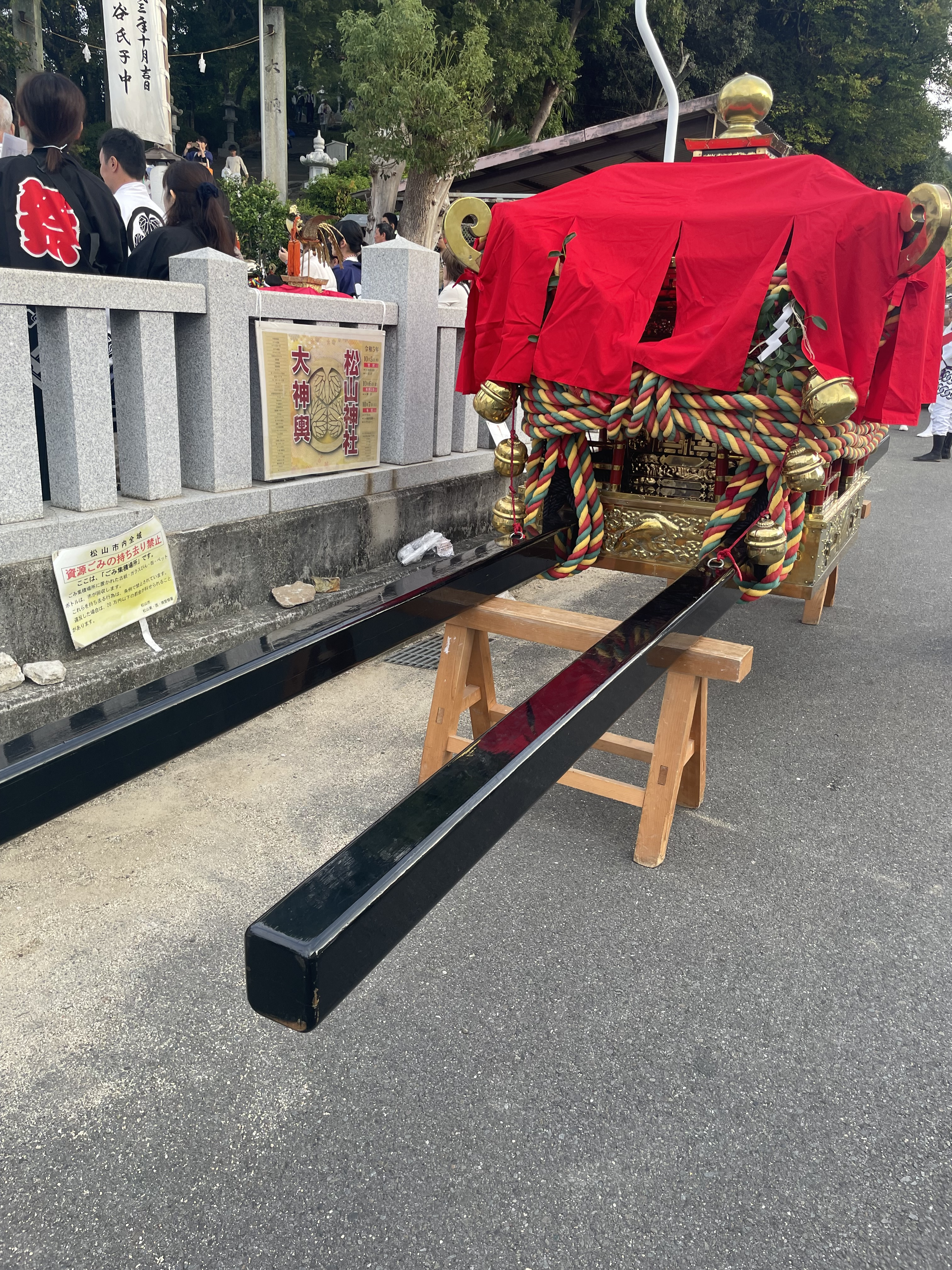
松山神社の大神輿に御衣がかけられている写真

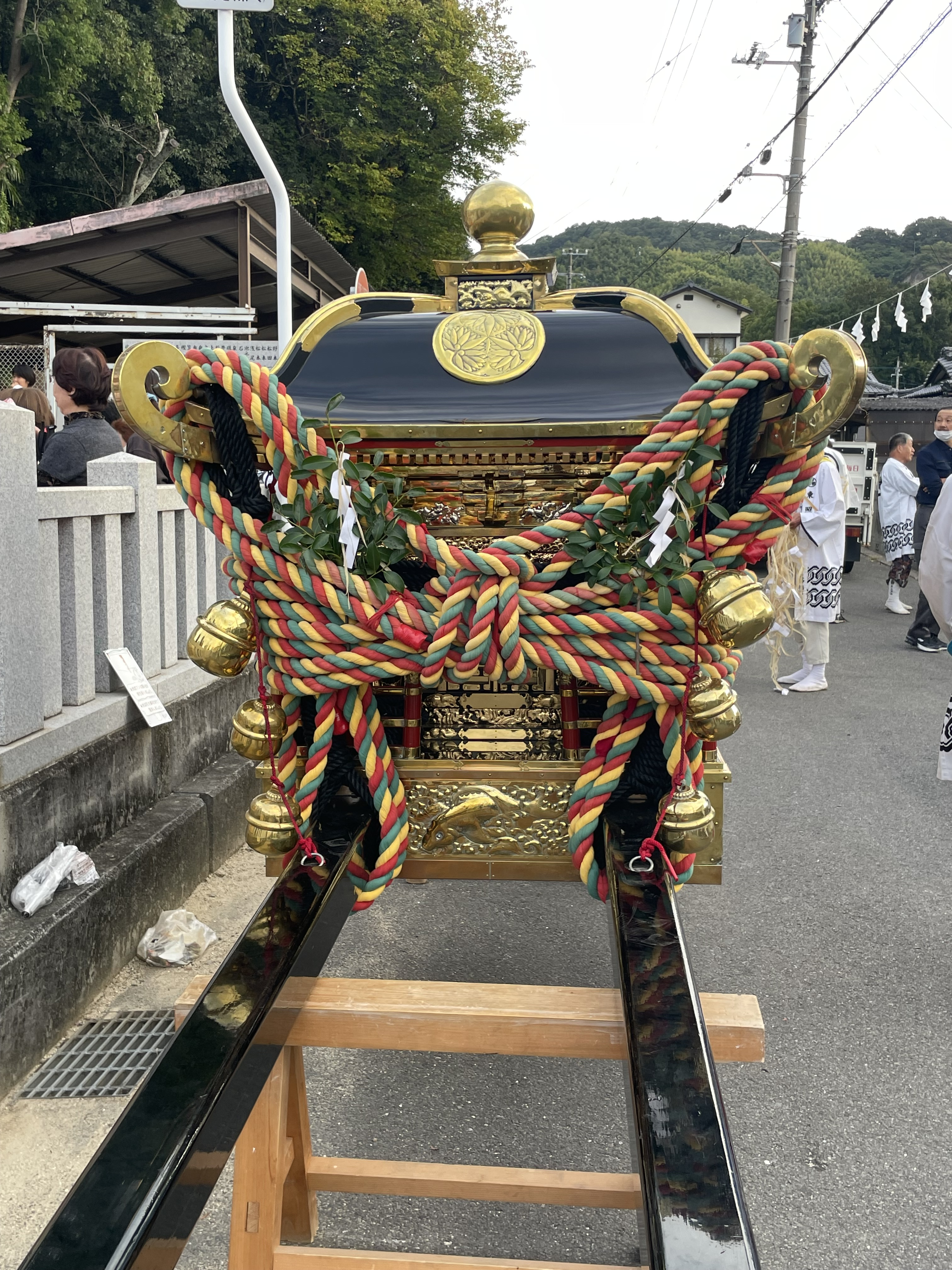
松山神社の大神輿を正面から撮った写真

神輿に付けられている家紋は、徳川家の家紋である三つ葉葵である。

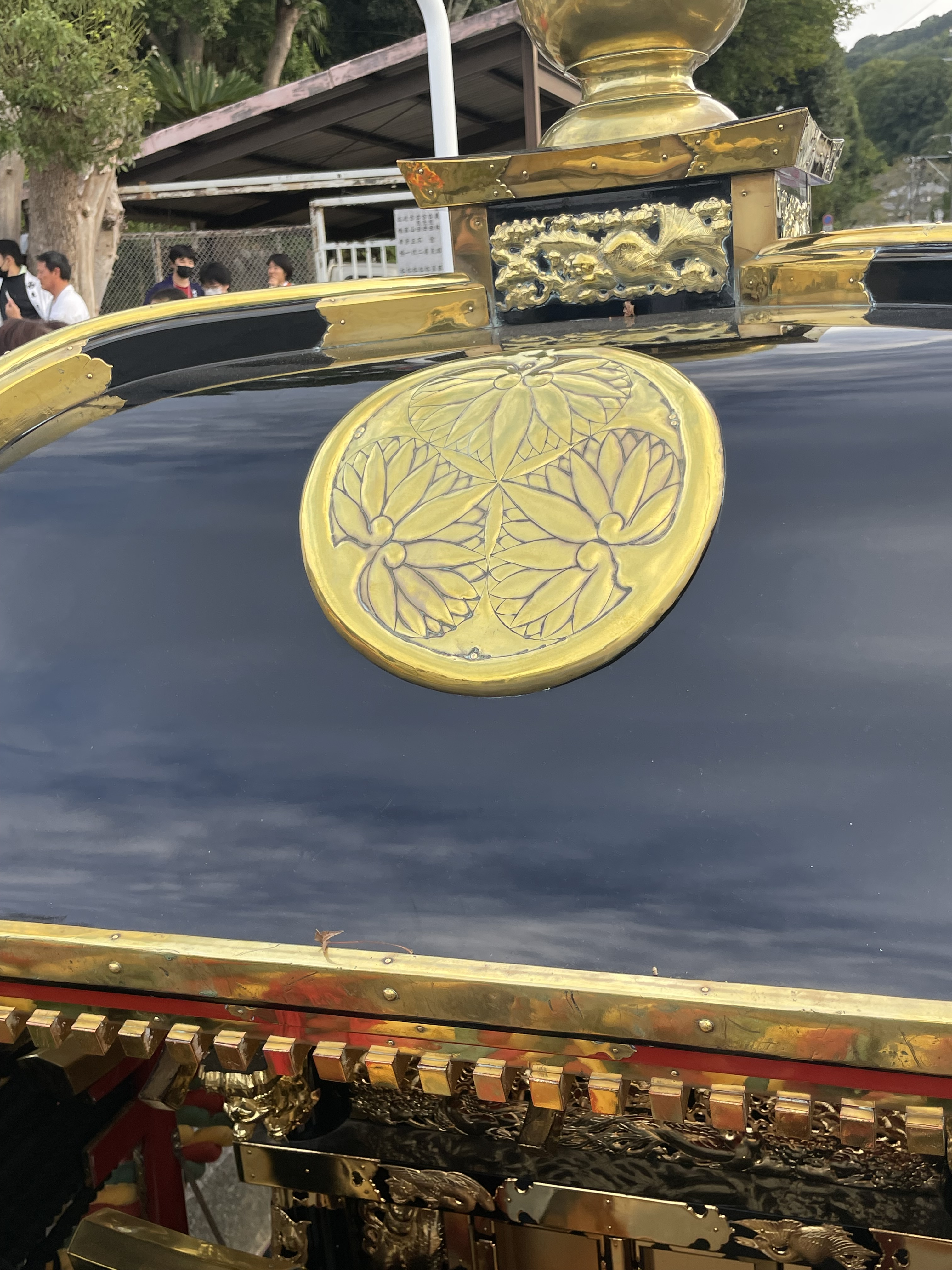
松山神社大神輿の三つ葉葵の紋

## 文化財
愛媛県指定有形文化財
- 松山神社社殿 6棟：2021年2月24日指定[2]

## 交通
- 伊予鉄道市内電車道後温泉駅（坊っちゃん列車に乗降できる）下車、徒歩10分。

## 周辺
- 道後温泉本館
- 道後商店街
- 道後公園（湯築城跡）
- 伊佐爾波神社
- 湯神社
- 宝厳寺
- 常信寺